# Tina Holmes
Tina Holmes (New York, 1973) is een Amerikaanse actrice.

## Biografie
Holmes werd geboren in New York maar groeide op in Connecticut. Zij heeft gestudeerd aan de Yale-universiteit in New Haven (Connecticut), na twee jaar op deze universiteit verhuisde zij naar Parijs Frankrijk om daar verder te studeren aan de universiteit van Parijs waar zij afstudeerde in Franse literatuur. Na haar afstuderen ging zij terug naar Amerika waar zij verder studeerde aan de Brown-universiteit in Providence (Rhode Island) en haalde hier haar bachelor of arts in literatuur. Hierna ging zij terug naar Parijs waar zij als assistente ging werken voor de bekende Franse schrijver Jean Genet. Holmes heeft ook gestudeerd aan de Federale Universiteit van Rio de Janeiro in Brazilië.

## Filmografie

### Films
- 2012 Buoy – als T.C.
- 2009 A Good Funeral – als Maude
- 2007 Shelter – als Jeanne
- 2006 Half Nelson – als Rachel
- 2005 Fixed – als Deanne
- 2005 Pretty Persuasion – als Nadine
- 2004 Keane – als Michelle
- 2001 Stroytelling – als Sue
- 2001 Sefen and a Match – als Ellie
- 2000 Prince of Central Park – als Annalisse Somerled
- 2000 The Photographer – als Amy
- 2000 Godass – als Katie
- 1999 30 Days – als Jenny
- 1998 Edge of Seventeen – als Maggie

### Televisieseries
Uitgezonderd eenmalige gastrollen.
- 2010 Persons Unknown – als Moira Doherty – 13 afl.
- 2007 Prison Break – als Kristine Kellerman – 2 afl.
- 2006 Vanished – als Deborah Hensleigh – 3 afl.
- 2004 – 2005 Six Feet Under – als Maggie Sibley – 13 afl.
- 2005 24 – als klant in winkel – 2 afl.
- 2003 NYPD Blue – als Lucy Wenner – 2 afl.
- 2002 Taken – als Anne Crawford – 3 afl.

- Bibsys: 14023606
- Bibliothèque nationale de France: cb15921425h (data)
- Gemeinsame Normdatei: 1015910041
- International Standard Name Identifier: 0000 0001 2101 2746
- Library of Congress Control Number: no2007030045
- Système universitaire de documentation: 148116574
- Virtual International Authority File: 51462170
- WorldCat: E39PBJhd9JPj7Wb6YCvCPYctrq